# Симпсоны (сезон 11)
Одиннадцатый сезон мультсериала «Симпсоны» транслировался с 26 сентября 1999 года по 21 мая 2000 года на телеканале Fox.

## Эпизоды
| № общий | № в сезоне | Название                                                                             | Режиссёр        | Автор сценария                                     | Дата премьеры    | Произв. код | Зрители в США (млн) |
| --- | ---------- | ------------------------------------------------------------------------------------ | --------------- | -------------------------------------------------- | ---------------- | ----------- | ------------------- |
| 227 | 1          | «Ужасающая ошибка» «Beyond Blunderdome»                                              | Стивен Дин Мур  | Майк Скалли                                        | 26 сентября 1999 | AABF23      | 12,938,1 (Д)        |
| Когда Гомер и Мардж посещают тестовый показ ремейка Мела Гибсона фильма 1939 г. «Мистер Смит едет в Вашингтон», Гомер даёт фильму очень строгую критику. Вместо того чтобы злиться на Гомера, Гибсон решает нанять его консультантом по переписыванию сценария. Вместе Мел и Гомер превращают фильм в кровавое побоище… Приглашённые звёзды: Мел Гибсон и Джек Бёрнс |            |                                                                                      |                 |                                                    |                  |             |                     |
| 228 | 2          | «Маленький помощник брата» «Brother’s Little Helper»                                 | Марк Киркленд   | Джордж Мейер                                       | 3 октября 1999   | AABF22      | 11,45               |
| После того как Барта поймали за учинением очередного деструктивного акта, Гомер и Мардж сажают его на лекарства. Мальчик начинает принимать Фокусин, экспериментальный препарат от дефицита внимания, который в начале превращает его в примерного пай-мальчика. Но у лекарства есть один странный побочный эффект, и Барт становится параноиком. Приглашённая звезда: Марк Макгвайр |            |                                                                                      |                 |                                                    |                  |             |                     |
| 229 | 3          | «Гомер — ресторанный критик» «Guess Who’s Coming to Criticize Dinner?»               | Нэнси Круз      | Эл Джин                                            | 24 октября 1999  | AABF21      | 10,73               |
| Гомер получает прекрасную работу, став главным ресторанным критиком газеты «The Springfield Shopper». Он любит работу, но едва ли может написать предложение. Когда Лиза помогает ему в написании колонок, Гомер становится самым могущественным и устрашающим критиком в городе. Вскоре на Гомера зол каждый владелец ресторана в городе и они объединяются, чтобы убить Гомера с помощью отравленного эклера… Приглашённая звезда: Эдвард Аснер |            |                                                                                      |                 |                                                    |                  |             |                     |
| 230 | 4          | «Дом ужасов 10» «Treehouse of Horror X»                                              | Пит Майклз      | Доник Кэри Тим Лонг Рон Хауг                       | 31 октября 1999  | BABF01      | 13,838,7 (Д)        |
| «I Know What You Diddily-Iddily-Did» (с англ. — «Я знаю, что Вы сделали-делали-елали») — Мардж случайно убивает Неда, сбив его своей машиной. Но когда Нед возвращается, чтобы запугать Симпсонов, раскрывается его зловещий секрет. «Desperately Xeeking Xena» (с англ. — «В поисках Зены») — Барт и Лиза становятся супергероями после облучения радиацией. Вместе они сражаются против злобного Продавца Комиксов, который похищает Люси Лоулесс – Зену — королеву воинов. «Life’s a Glitch, Then You Die» (с англ. — «Жизнь — вирус, потом — смерть») — Гомер забывает подготовить Спрингфилдскую АЭС к Проблеме 2000 и это приводит к полному разрушению Земли. Когда правительство запускает космический корабль, чтобы спасти людей, Мардж, Лиза и Мэгги получают места на нём, а вот Гомеру с Бартом приходится выкручиваться самим… Приглашённые звёзды: Дик Кларк, Том Арнольд и Люси Лоулесс |            |                                                                                      |                 |                                                    |                  |             |                     |
| 231 | 5          | «Томак» «E-I-E-I-(Annoyed Grunt)»                                                    | Боб Андерсон    | Иан Макстон-Грэхэм                                 | 7 ноября 1999    | AABF19      | 14,35               |
| После неудачной попытки отвертеться от дуэли Гомер и его семья убегают в деревню, где становятся фермерами. Жизнь фермера Гомера была нелегка, до тех пор, пока он не изобрёл новый продукт под названием Тамак: томаты, скрещенные с табаком. Новый фрукт отвратителен на вкус, но вызывает жуткое привыкание… Приглашённые звёзды: The B-52s |            |                                                                                      |                 |                                                    |                  |             |                     |
| 232 | 6          | «Привет недоделанный, привет папочка» «Hello Gutter, Hello Fadder»                   | Майк Андерсон   | Эл Джин                                            | 14 ноября 1999   | BABF02      | 14,68               |
| Гомер забивает на чай с Мэгги и вместо этого идёт играть в боулинг, обманывая, что на заводе ЧП. Ложь раскрывается, когда Гомер выбивает 300 очков в боулинге и привлекает внимание СМИ. За свои заслуги Гомер становится знаменитостью. Но Гомер быстро сходит на нет от "Человека дня" до "Где они теперь?" В депрессии он решает посвятить свою жизнь детям. Приглашённые звёзды: Рон Ховард, Пэт О’Брайен, Нэнси О’Делл, Пенн и Теллер |            |                                                                                      |                 |                                                    |                  |             |                     |
| 233 | 7          | «8 шалунов» «Eight Misbehavin’»                                                      | Стивен Дин Мур  | Мэтт Сэлман                                        | 21 ноября 1999   | BABF03      | 15,89               |
| Апу и его жена решили завести ребёнка. С помощью лекарств их попытки удачного результата стали чересчур удачными: через девять месяцев Манджула рожает восьмерню. Жители Спрингфилда празднуют появление малышей на свет, а местные компании осыпают Апу и Манджулу бесплатными товарами. Но когда Шелбивилльская пара даёт жизнь девятерне, всё внимание переходит к ним, и Апу с Манджулой приходится растить детей одним. Чтобы заработать больше денег, Апу и Манджуле приходится растить детей в стеклянной комнате зоопарка. Приглашённые звёзды: Гарри Маршалл, Бутч Патрик и Фрэнк Уэлкер |            |                                                                                      |                 |                                                    |                  |             |                     |
| 234 | 8          | «Бери мою жену, слизняк» «Take My Wife, Sleaze»                                      | Нил Аффлек      | Джон Шварцвельдер                                  | 28 ноября 1999   | BABF05      | 15,28               |
| Гомер выигрывает мотоцикл на конкурсе танцев в кафе 50-х. Он организовывает свою банду байкеров: «Hell’s Satans» (рус. «Адский сатана»). Но байкерам из Бейкерсфилда с одноимённым названием команды это не нравится. Они разрушают жилище Симпсонов и увозят Мардж. Приглашённые звёзды: Джон Гудмен, Генри Уинклер, Джей Норт и NRBQ |            |                                                                                      |                 |                                                    |                  |             |                     |
| 235 | 9          | «Грязные деньги» «Grift of the Magi»                                                 | Мэттью Настук   | Том Мартин                                         | 19 декабря 1999  | BABF07      | 12,487,76 (Д)       |
| Из-за растрат Спрингфилдская начальная школа вынуждена закрыться. Через некоторое время учебное заведение открывается уже под новым руководством. Однако вместо того, чтобы учиться, дети становятся участниками тайного эксперимента и создателями милых игрушек-убийц. Чтобы спасти Рождество от злодеев, Гомеру надо украсть все детские подарки. Приглашённые звёзды: Гэри Коулман, Тим Роббинс и Кларенс Клемонс и Джо Мантенья |            |                                                                                      |                 |                                                    |                  |             |                     |
| 236 | 10         | «Маленькая большая мама» «Little Big Mom»                                            | Марк Киркленд   | Кэролин Омайн                                      | 9 января 2000    | BABF04      | 17,88               |
| Симпсоны едут кататься на горных лыжах. Мардж предпочитает не рисковать здоровьем и весь день проводит в хижине. Но из-за глупой случайности получает сложный перелом ноги. Пока Мардж в больнице, Лиза берёт на себя обязанности домохозяйки. Приглашённая звезда: Элвуд Эдвардс |            |                                                                                      |                 |                                                    |                  |             |                     |
| 237 | 11         | «Неверующий» «Faith Off»                                                             | Нэнси Круз      | Фрэнк Мула                                         | 16 января 2000   | BABF06      | 19,16               |
| На вечере выпускников Спрингфилдского университета Гомеру на голову падает ведро с клеем. После шоу целителя Барт считает, что и он обладает силой исцелять людей через веру после того, ведь смог снять ведро (с этим не справился даже доктор). Однако, когда Барт разбивает очки Милхауса для того, чтобы вылечить его близорукость, Милхаус едва не попадает под грузовик. Барт, чувствуя себя виноватым, хочет завершить свою карьеру "целителя"… Тем временем Гомер готовит платформу для выступления в перерыве матча по футболу с участием Спрингфилдского университета. Приглашённая звезда: Дон Чидл и Джо Мантенья |            |                                                                                      |                 |                                                    |                  |             |                     |
| 238 | 12         | «Семья в особняке» «The Mansion Family»                                              | Майкл Полчино   | Джон Шварцвельдер                                  | 23 января 2000   | BABF08      | 18,3711,3 (Д)       |
| Мистер Бёрнс, как старейший житель Спрингфилда, решает позаботиться о своем здоровье и уезжает на обследование в клинику. Присмотреть за домом он просит семейство Симпсонов. Гомер воображает, что он стал миллиардером, и устраивает вечеринку в нейтральных водах на яхте мистера Бёрнса, но корабль захватывают китайские пираты… Приглашённая звезда: Бритни Спирс |            |                                                                                      |                 |                                                    |                  |             |                     |
| 239 | 13         | «Скакун галактики» «Saddlesore Galactica»                                            | Лэнс Крамер     | Тим Лонг                                           | 6 февраля 2000   | BABF09      | 16,489,6 (Д)        |
| Барт находит коня по имени Дункан, которого бросил хозяин. Мальчик решает выставить его на скачки. Поначалу конь проигрывает, но потом он меняет свой имидж и становится яростным. Жокеям это не нравится и они ставят ультиматум Гомеру – либо конь проигрывает, либо они убивают толстяка… Приглашённая звезда: Джим Каммингс, Bachman-Turner Overdrive и Тревор Денман |            |                                                                                      |                 |                                                    |                  |             |                     |
| 240 | 14         | «Одинокий Фландерс» «Alone Again, Natura-Diddily»                                    | Джим Рирдон     | Иан Макстон-Грэхэм                                 | 13 февраля 2000  | BABF10      | 18,3710,8 (Д)       |
| Из-за Гомера погибает Мод Фландерс. Нед и его сыновья скорбят по ней. Чтобы искупить свою вину, Гомер решает найти Неду новую жену, но все его попытки оборачиваются неудачами. Приглашённая звезда: Шон Колвин |            |                                                                                      |                 |                                                    |                  |             |                     |
| 241 | 15         | «Миссионер не выполним» «Missionary: Impossible»                                     | Стивен Дин Мур  | Рон Хауг                                           | 20 февраля 2000  | BABF11      | 16,39               |
| Гомер делает анонимное пожертвование одному сериалу размером десять тысяч, но его раскрывают. Он сознается, что у него денег нет, и тогда продюсеры сериала решают его избить за ложь. Симпсон ищет помощи в церкви, и Преподобный Лавджой посылает его на один из островов Тихого Океана в качестве миссионера… Приглашённая звезда: Бетти Уайт |            |                                                                                      |                 |                                                    |                  |             |                     |
| 242 | 16         | «Пигмолеан» «Pygmoelian»                                                             | Марк Киркленд   | Ларри Дойл                                         | 27 февраля 2000  | BABF12      | 16,51               |
| Мо делает пластическую операцию, потому что все считают его уродом. Когда он стал красавцем, его наконец берут в сериал, где его ранее не брали… |            |                                                                                      |                 |                                                    |                  |             |                     |
| 243 | 17         | «Барт в будущее» «Bart to the Future»                                                | Майкл Мэркантел | Дэн Грини                                          | 19 марта 2000    | BABF13      | 14,718,77 (Д)       |
| Барт пытается проникнуть в индейское казино и его отводят к владельцу. Тот решает рассказать мальчику будущее. В будущем Лиза станет президентом США, Барт с Ральфом – безуспешными музыкантами, а Гомер попытается найти президентский клад в Белом Доме. |            |                                                                                      |                 |                                                    |                  |             |                     |
| 244 | 18         | «Дни вина и ругательств» «Days of Wine and D’oh’ses»                                 | Нил Аффлек      | Деб Лакуста и Дэн Кастелланета                     | 9 апреля 2000    | BABF14      | 13,72               |
| Барни понимает, что он – алкоголик. На день рождения Мо (в качестве шутки) дарит ему купон на бесплатный урок управления вертолетом. Барни всё-таки обучается управлению вертолетом. Тем временем Барт и Лиза хотят послать свою фотографию на конкурс и выиграть велосипеды. |            |                                                                                      |                 |                                                    |                  |             |                     |
| 245 | 19         | «Убей аллигатора и беги» «Kill the Alligator and Run»                                | Джен Камерман   | Джон Шварцвельдер                                  | 30 апреля 2000   | BABF16      | 12,877,46 (Д)       |
| У Гомера опять кризис среднего возраста. Чтобы отвлечь его от плохих мыслей, остальные Симпсоны решают всем вместе поехать во Флориду. Там они совершают преступление – случайно убивают всеми любимого аллигатора Капитана Джека. За это их приговаривают к тюрьме, но они сбегают… Приглашённая звезда: Дидрих Бадер, Кид Рок, Роберт Эванс, Чарли Роуз и Джо Си |            |                                                                                      |                 |                                                    |                  |             |                     |
| 246 | 20         | «Последняя чечётка в Спрингфилде» «Last Tap Dance in Springfield»                    | Нэнси Круз      | Джули Тэккер                                       | 7 мая 2000       | BABF15      | 12,13               |
| Лиза учится танцевать чечётку. Но у неё ничего не получается, хотя все думают, что она хорошо танцует. |            |                                                                                      |                 |                                                    |                  |             |                     |
| 247 | 21         | «Эта безумная, безумная, безумная, безумная Мардж» «It’s a Mad, Mad, Mad, Mad Marge» | Стивен Дин Мур  | Ларри Дойл                                         | 14 мая 2000      | BABF18      | 12,22               |
| По вине Мардж срывается свадьба Отто и его подружки, Бекки. Тогда невеста остается жить у Симпсонов. Мардж начинает ревновать Гомера к ней. Пэтти и Сельма говорят ей, что она убьёт Мардж и уведёт Гомера ради злости, из-за чего у Мардж появляется паранойя. Она решает первой напасть на Бекки, но её вовремя останавливает полиция… Приглашённая звезда: Паркер Поузи |            |                                                                                      |                 |                                                    |                  |             |                     |
| 248 | 22         | «Под завесой смеха» «Behind the Laughter»                                            | Марк Киркленд   | Тим Лонг, Джордж Мейер, Майк Скалли и Мэтт Сельман | 21 мая 2000      | BABF19      | 13,84               |
| Жизнь Симпсонов показана так, будто они — актёры своего сериала. Приглашённая звезда: Джим Форбс, Базз Олдрин, Гэри Коулман, Стивен Хокинг, Том Кайт, Бутч Патрик и Вилли Нельсон |            |                                                                                      |                 |                                                    |                  |             |                     |

1. 1 2 3 4 5 6 7 8  домов